# (6910) Ikeguchi
(6910) Ikeguchi est un astéroïde de la ceinture principale.

## Description
(6910) Ikeguchi est un astéroïde de la ceinture principale. Il fut découvert le 17 mars 1991 à Kiyosato par Satoru Ōtomo et Osamu Muramatsu. Il présente une orbite caractérisée par un demi-grand axe de 3,05 UA, une excentricité de 0,04 et une inclinaison de 9,1° par rapport à l'écliptique.

## Compléments